# 罗伯特学院
伊斯坦布爾羅伯特學院（土耳其語：或）是一家位於土耳其伊斯坦布爾的獨立中學。擁有超過150年歷史的這所學院是目前美國以外全球仍長時間留在原本位置的美國學校。羅伯特學院被紐約州獨立學校協會認證。他的大學部在1970年獨立成為海峽大學。

## 知名校友

### 高中部
- 奧罕·帕慕克 - 作家，2006年諾貝爾文學獎得主
- 丹尼·羅德里克 - 知名經濟學家、政治學家

### 大學部
- 坦蘇·奇萊爾 - 土耳其第一位女性總理
- 阿里夫·德里克 - 知名歷史學家、政治學家